# 赛龙镇
赛龙镇，是中华人民共和国四川省广安市岳池县曾经下辖的一个镇。2019年12月，撤销赛龙镇，将其所属行政区域划归罗渡镇管辖。

## 行政区划
赛龙镇撤销前下辖以下地区：
渠江社区、老隍堂村、顺梁寨村、井淹院村、打铁口村、花柳溪村、天神堂村、牛敞沟村、罐顶山村、千字岭村、龙泉村、老人坪村、赵家坪村、红花园村、十字路村、龙口场村和新观音村。